# 囲炉裏

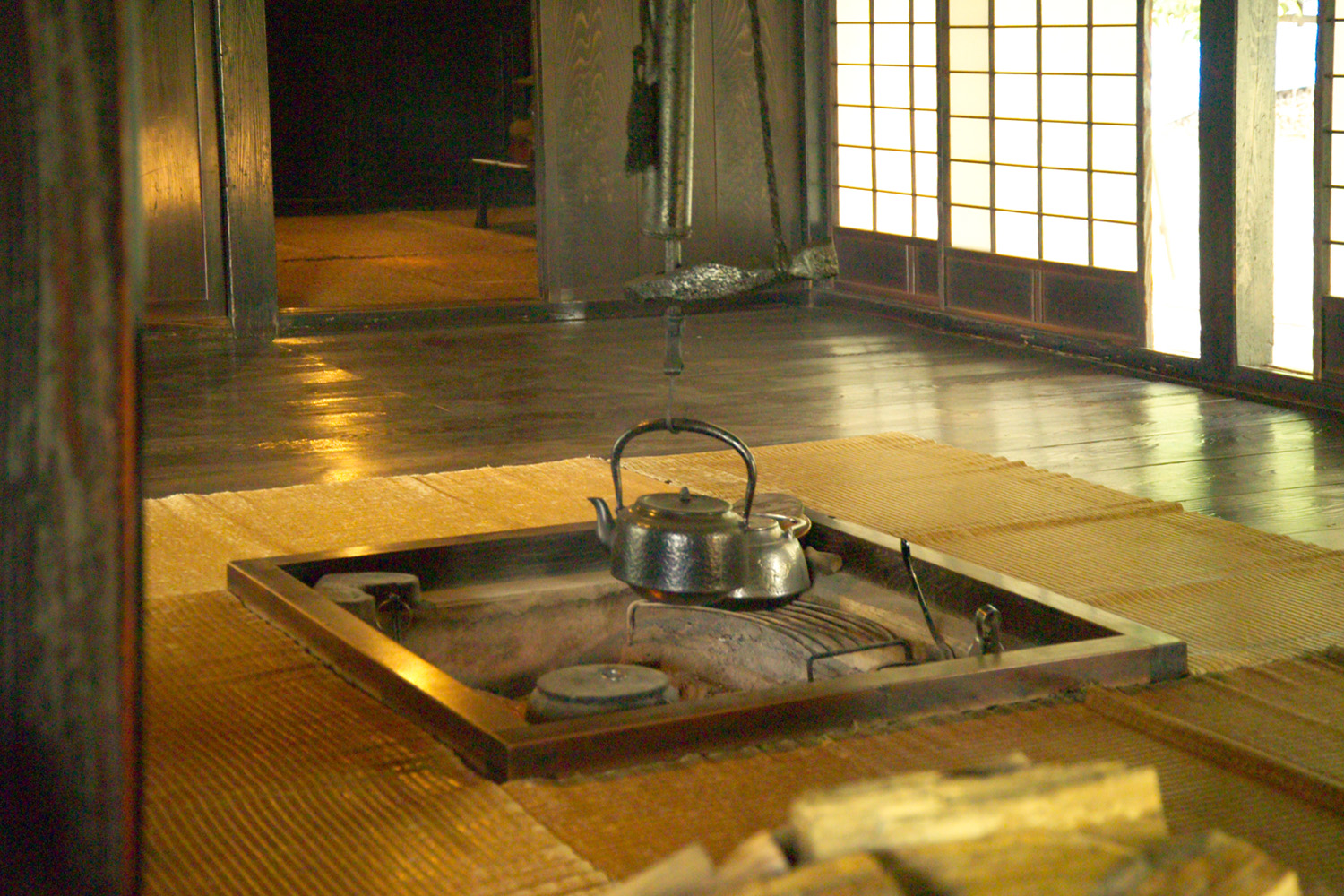
囲炉裏

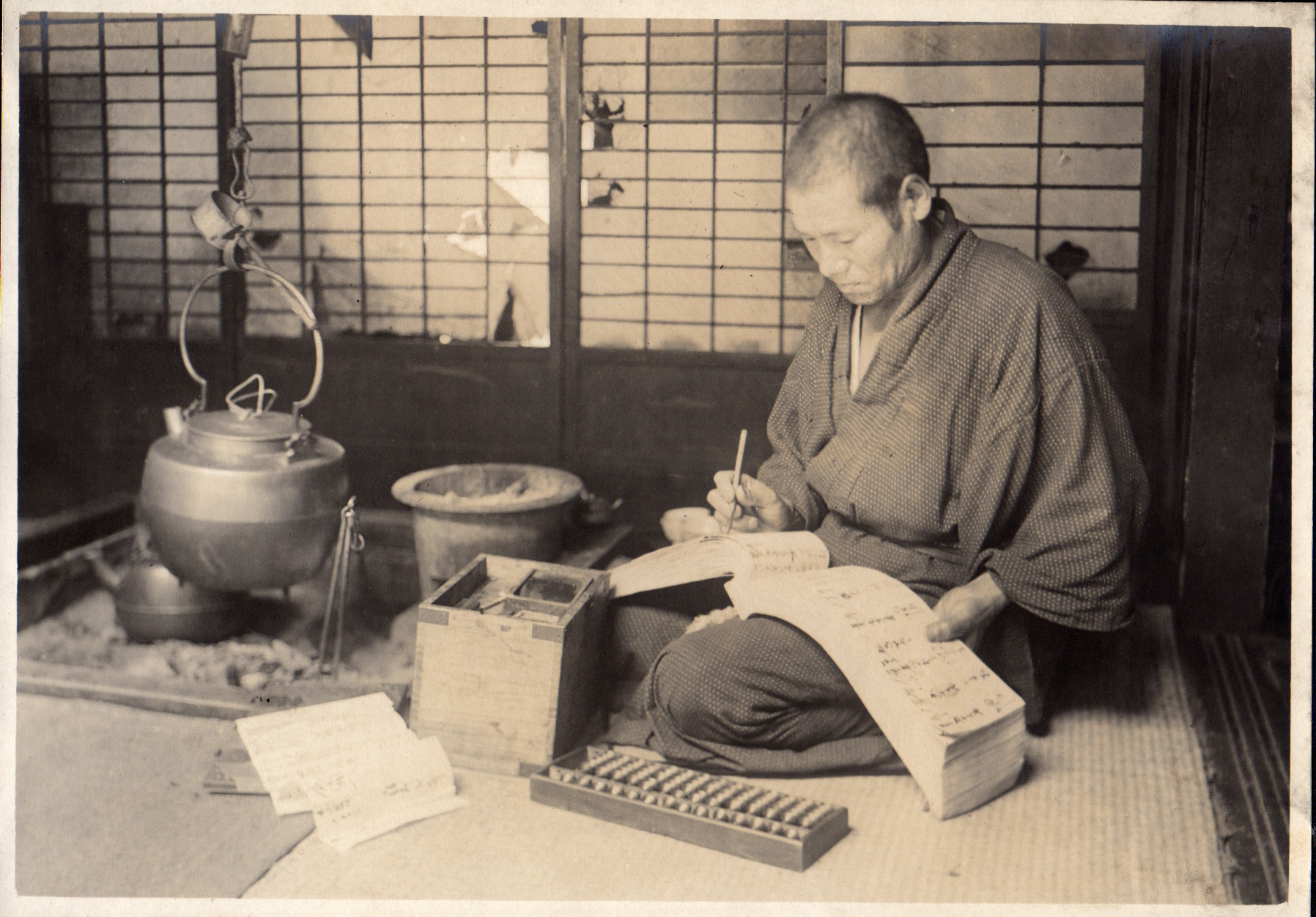
囲炉裏端で帳面をつける様子（1914年）

囲炉裏（いろり、居炉裏とも表記）は、屋内に恒久的に設けられる炉の一種。伝統的な日本の家屋において、床を四角く切り下げて灰を敷き詰め、薪や炭火などを燃やすために設けられた一角のことである。天井・梁から吊るした自在鉤（じざいかぎ）に鍋や鉄瓶を掛けて調理・炊事に使うとともに、暖房や照明の役割を担った。囲炉裏の近くを囲炉裏端（いろりばた）と呼び、家族団欒の場となった。数える際には「基」を用いる。
家庭の電化などで第二次世界大戦後の昭和30年代以降、急速に姿を消した。その後も古民家などで保存されているほか、ノスタルジックな雰囲気を演出するため囲炉裏を設ける、炉端焼きなどの飲食店もある。

## 概要

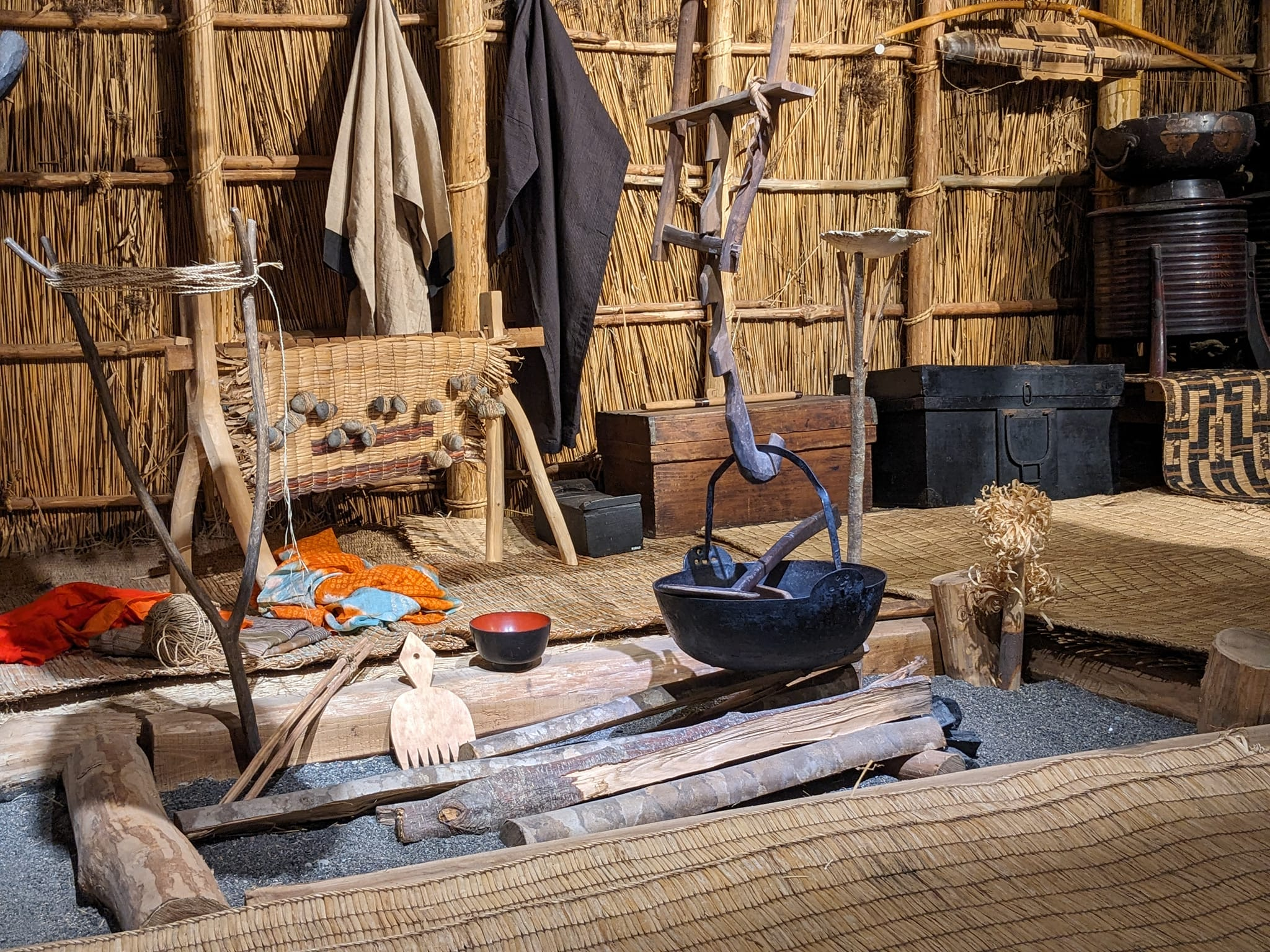
アイヌ民族の伝統家屋であるチセ内部の囲炉裏「アペオイ」。鉤に囲炉裏鍋がかかっている。「木尻」にあたる部分は土間のままである。北海道博物館にて撮影。

囲炉裏は炊事専門の竈（かまど）、一人から少人数用の火鉢とともに、日本の伝統家屋における火の座を構成した。火の神を祀ることも多かった。
古くは、比多岐（ひたき）や地火炉（ぢかろ）とも言った。地方により特有の形態や呼び名もあり、以下のような別称もあった。
炉、地炉、ヒジロ、ユル、ユルイ、ユルリ、イナカ、エナカ、ヘンナカ、エンナカ、イリリ、イレ、シタジロ、スブト、ジリュ

## 機能
囲炉裏は次のような様々な機能を有する。

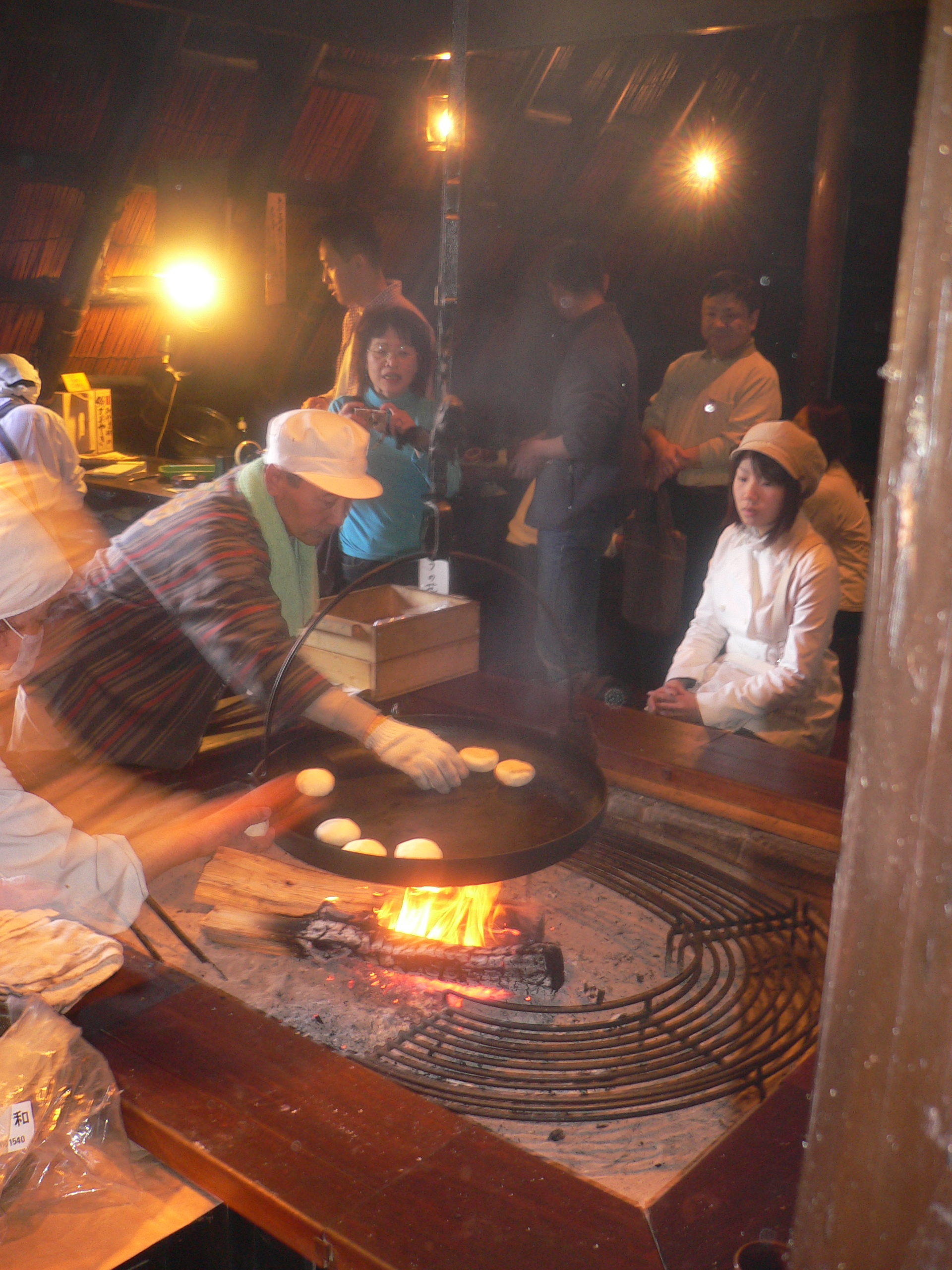
囲炉裏でのおやき作り

- 暖房：火を燃やして暖をとるために用いられる[5]。
- 調理：食物の煮炊きに用いられる[5]。囲炉裏では自在鉤（後述）や五徳を用いて鍋を火にかけ、炊飯をはじめとする、あらゆる煮炊きを行なった。きりたんぽ[6]や魚などの食材を串に刺して火の周囲の灰に立てたり、灰の中に食材を埋めたりして焼くことも多い。酒を詰めた徳利を灰に埋めて燗付けすることもある。北陸地方で竈が作られるようになったのは昭和30年代からで、それまで煮炊きは囲炉裏で行なっていた。温暖な西日本では夏季の囲炉裏の使用を嫌い、竈との使い分けが古くから行なわれている。
- 照明：囲炉裏は夜間の採光に用いられた[5]。火が主要な照明であった近世以前において、囲炉裏は安全に部屋を照らすことのできる設備であった。古くは炉辺の明かし台で松明を燃やし、手元の明かりとした。また、照明専用具として油や蝋燭があった。
- 乾燥：火棚を組んで衣類、食料、生木などの乾燥に用いた。衣類の乾燥では、衣紋掛けを囲炉裏端に置く場合もあった。
- 火種：マッチなどによる着火が容易でない時代、囲炉裏の火は絶やされることなく、竈や照明具の火種として使われた。
- 家族のコミュニケーションの場：囲炉裏には家族や人を集結させる場としての機能があった[5]。食事中や、夜間は人が自然に囲炉裏の周りに集まり、会話が生まれる。通常は家族の成員の着座場所が決まっており、家族内の序列秩序を再確認する機能もあった。着座場所の名称は地方によって異なるが、例えば横座、嬶座（かかざ）、客座、木尻または下座（げざ）といったものが挙げられる。土間から最も遠い席（横座）が一家の主人の席であり、土間に近い席（木尻）には子どもたちが座り、その間の両側に客人や主人の妻が座った[7]。
- 家屋の耐久性向上：部屋中に暖かい空気を充満させることによって、木材中の含水率を下げ、腐食しにくくする。また薪を燃やすときの煙に含まれるタール（木タール）が、梁や茅葺屋根、藁屋根の建材に浸透し、防虫性や防水性を高める。

囲炉裏の煙を燻りに利用したのが、秋田県の郷土食・いぶり漬けである。炉の上部に魚を吊るして燻製を作る例もある。一方で煙は眼病などの原因にもなる。
囲炉裏が使われていた家屋の改修・解体時に出る廃材は、煙を長年浴びて黒ずんだ独特の風合いがあり、店舗内装や芸術品の材料に使われることもある。

## 様式

### 位置
囲炉裏は土間や勝手（台所）に近い部屋の床に組み込んで設置されるほか、土間に設けられる場合がある。形状としては正方形のものと長方形のものがある。
日本の伝統的な民家は床敷きの部位と土間の部位が大黒柱を軸に結合した形態を取り、囲炉裏が切られるのは多くの場合は床敷きの部位の中央である。しかし、地域によっては床敷き部分の土間寄りの辺に接して切る場合もある。南部地方の曲り家に見られる「踏み込み炉」は土間囲炉裏の典型で、農作業中に土足のまま囲炉裏の周りに腰掛けられる造りとなっている。また、東北地方などの寒冷地には掘り炬燵のような掘り下げたものもある。囲炉裏は生活にかかせないものとして地方ごとに独自に発展した形態を持つ。
家によっては複数の囲炉裏が存在し、身分によって使う囲炉裏が指定されていた。囲炉裏が二基ある場合、薪を燃料とした家人用の囲炉裏と木炭を燃料とした客人用の囲炉裏とを使い分けることもあった。また、煙が出ない木炭の囲炉裏では、贅沢な自在鉤や茶釜を用いることも多かった。
床の工事などを必要としない簡易的型を「置き囲炉裏」と呼び、炉付きテーブルや火鉢に似た使い方をする。大きな火鉢や木製のテーブルの中央で炭火を熾す座卓を囲炉裏と称することも多いが、移動できるものは厳密には火鉢である。
茶室にも囲炉裏と良く似た火の座があるが、茶道では「炉」と称し、畳の間に切る。寸法も一尺四寸（42.42cm）あるいは裏千家の大炉の場合でも一尺八寸（54.54cm）四方で、一般的な囲炉裏よりはるかに小さい。茶道の水屋では、直径一尺程度の鉄の円形の丸炉（がんろ）というものが用いられる。書院茶では丸炉のみが用いられる。

### 燃料
燃料は炭（木炭）のこともあるが、薪がくべられることが多いとされる。
囲炉裏では、火力の強さよりも火持ちの良いことが望ましく、現存する囲炉裏では煙の少ない炭火が用いられることが多い。だが昔の民家では、里山や森林で容易に入手できる薪に比べて木炭は貴重な存在であり、火鉢のみに用いる家もあった。火を長くもたせるには、乾燥しすぎていない薪を用いるか、籾殻や灰を掛けて燻らせながら燃やすなどの方法があるが、民家では枝を短く伐らずに長いまま薪として用い、押し込みながら燻らせる様にして燃やし、火を長くもたせた。地方によっては掘り起こした切り株を割らずにくべることもあった。また、囲炉裏は火を扱う場であるため、火の神を祀ることも多かった。
山暮らしを実践している大内正伸は「薪ストーブ代わりにしていた鋳物カマドと比べて囲炉裏の使用で薪の使用量が激減した。地面に落ちている枯れ枝がそのまま使える。雨で多少濡れた枝でも細いものは天日に2〜3日晒せば乾く。薪の炎で鍋料理を作りながら燠火をずらせば炭火焼も同時にできる。余った燠火を火消し壷に入れれば燠炭が作れ火鉢・あんか・こたつで使える。灰をかけて燠炭を翌朝まで保つには大きな燠炭ができる太い薪が適している」と記している。また、過去に大量に植林された杉は今や需要が落ち込んでおり、燃料としては火持ちが悪いので薪ストーブには向かないが、竈や囲炉裏であれば火力調節もでき、調理に便利な燃料である。山中に大量に捨てられている杉の枝葉に至るまで利用できるとしている。ただし、エアータイト型の薪ストーブの場合は、杉であってもゆっくり燃やせるので、燃料としての問題点はない。

### 構造

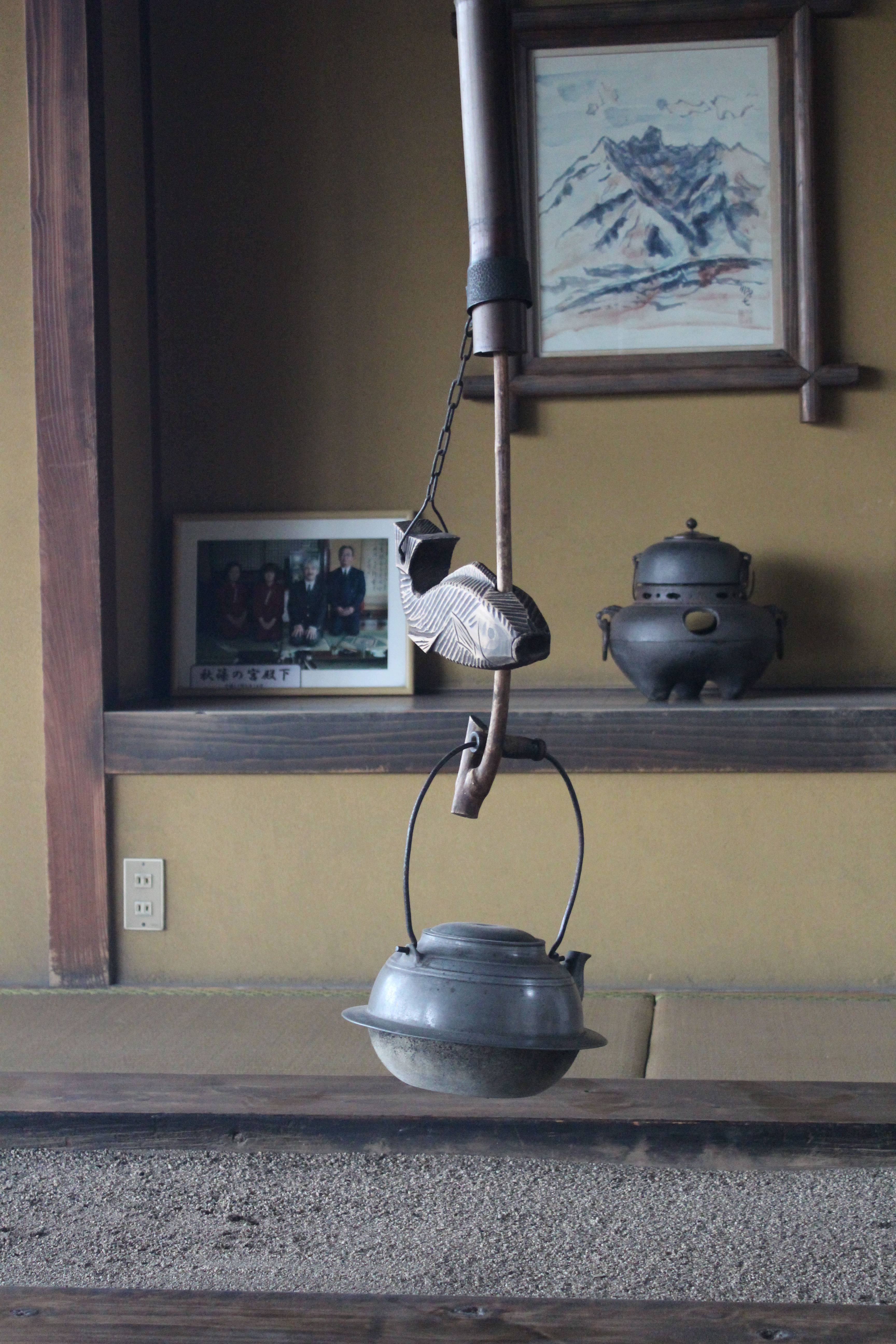
自在鉤

- 自在鉤（）
天井から吊るされた先端が鉤状のもの。自在とも呼ぶ。火力を調節するため、てこを外して筒の中に通した鉄や木製の鉤の高さを変える[10]。自在鉤に鍋や鉄瓶をかけて煮炊き・湯沸しを行う[1]。英語圏では “pothook” という似た道具がある。かつては火の神の依代(よりしろ)としての考え方もあった。
- 横木
自在鉤の上方に付いている、鉤を任意の位置で留めるためのてこで、火除けの意味を込めて魚の形をしている場合が多い。字義のとおり木製の物もあるが耐摩耗性を得るため金属製の物もある。
- 炉縁
囲炉裏の縁である。ナシの材が多く用いられた[1]。目につく部分であるため、銘木を用いたり様々な装飾が施されたりすることもある。
- 天、天棚、火棚
地域によるが、囲炉裏上部には天（）が設けられる事もある[11]。天棚（）あるいは火棚（）とも呼ばれる[11]。これは囲炉裏上部に天井から吊るす木や竹製の板で、囲炉裏よりひとまわり大きく造られ、舞い上がる火の粉を防ぐと共に、煙や熱を拡散させる働きがある。ヒエやアワといった穀類などを乾燥させたり、川魚などの食品を吊るし、煙で燻して干物を作ったりする[11]。近年作られる火棚は装飾用として格子状に作られるものが多いが、その場合は上部に何らかの煙を遮断するものがないと、火の粉や煙が通り抜けてしまい、本来の用を成さない。

## 囲炉裏に付属する道具

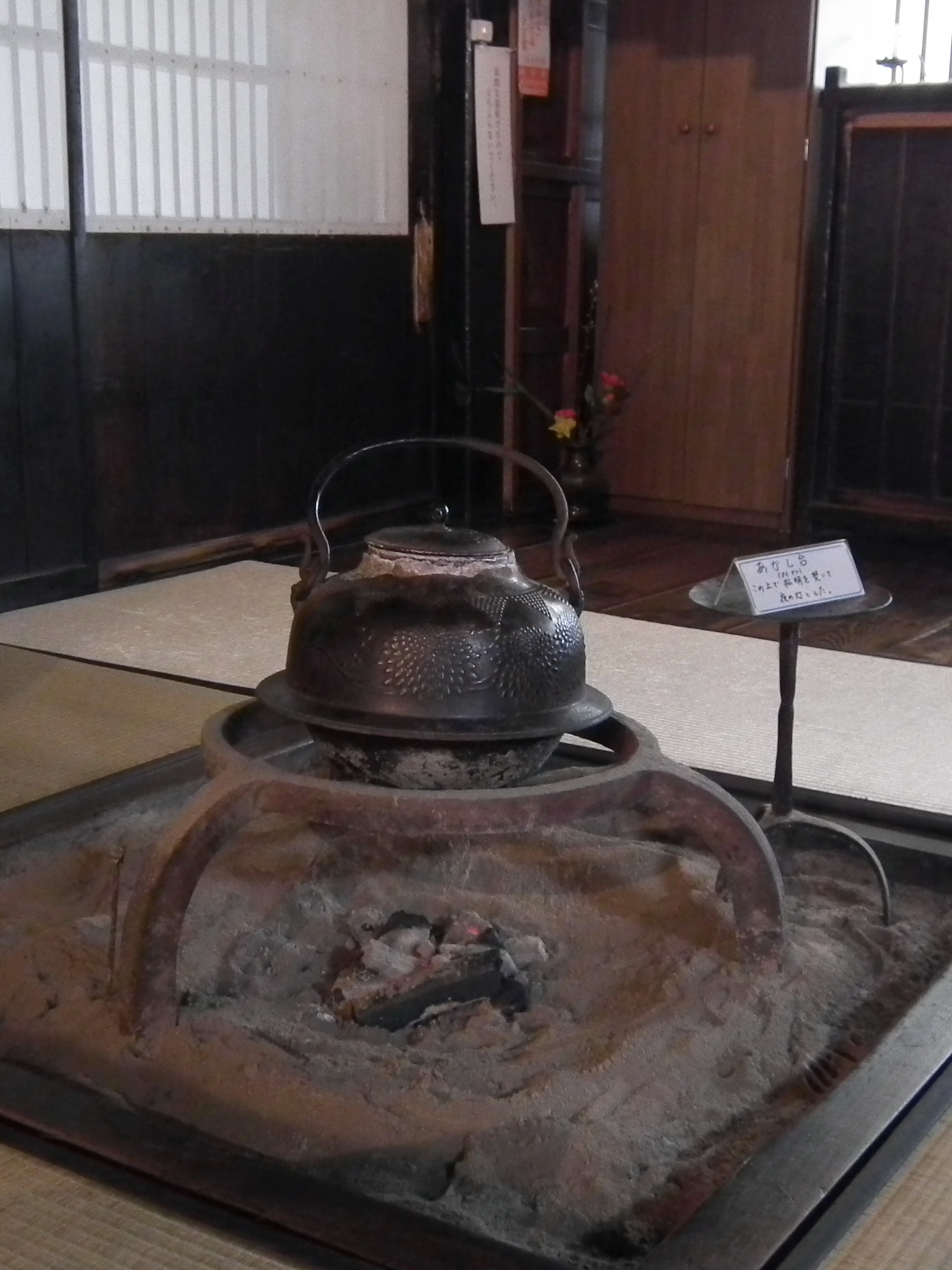
岐阜県白川郷にある長瀬家の囲炉裏に設置された金輪

- 五徳（ごとく）：鉄などの金属製の台であり、上下何れかに円形の枠を形成し、3本の足が伸びている構造。五徳の上部に網を乗せ焼き物をする場合と、直接鍋などを乗せ煮たきをする場合がある。北陸地方特有の上部に大きな輪の付いたものは金輪（かなわ）と呼ばれ、内容物を含めれば自在鉤（の摩擦力）では固定できないほどの重量がある大きな鉄鍋をのせて使われる。
- わたし : 金属製で左右に長い格子状のものに、足と中央に柄を取り付けたもので、囲炉裏で餅や団子などを焼く台として使うもの。柄を持ち火元に差し出したり、熾き火を下部に掻き入れたりして使う。地方により「てっき」ともいう。火元を囲むように扇状に作られたものが多い。
- 火箸（ひばし）:金属製の比較的長い箸。火の付いた炭や木を移動させたりひっくり返したりして火力を調整する。
- 灰均し（はいならし）:金属製のヘラで、灰を整えたり灰模様を描いたりするもの。古くは木製のものもある。
- 十能（じゅうのう）:鉄板製の小さな杓、あるいはスコップ形状のもの。灰をならしたり、炭を追加したりする場合に使用する。
- 台十能（だいじゅうのう）:炭火を安全に運ぶため、深型の十能に足をつけ、畳の上などに置けるようにしたもの。台付き十能ともいう。
- 火消し壷（ひけしつぼ）:炭火を消すための壷。蓋による密閉で酸素を遮断して火を消す。不燃性の陶器、金属、石製。囲炉裏に備える場合は隅で、ほぼ全体を灰に埋めて使われることが多く、外観は蓋のみで壺形状には見えない。
- 炬燵櫓（こたつやぐら）：木製や竹製の櫓。囲炉裏の上に置き、炬燵にする。夕食の調理で残った熾き火を利用して寝入りの暖を取るべく、囲炉裏へ足先を向け寝るのに使う。敷布団は囲炉裏すなわち櫓の外側に敷かれるため、他の炬燵とは違い足を炬燵内に入れることは出来ない。
- 囲炉裏鍋（いろりなべ）：自在鉤を使って吊り下げるのにも五徳を使って置くにも適した鋳物の鉄鍋。鉄製の蔓（つる）で吊れるようになっており、丸い底を持ち、様々な大きさの五徳に置きやすい。通常、木製の蓋を持つ。
- 鉄瓶：囲炉裏鍋と同様に吊り下げて安定する形状の鉄の蔓を持つ鋳物の薬罐（やかん）。